# Alberte-Barbe de Saint-Baslemont

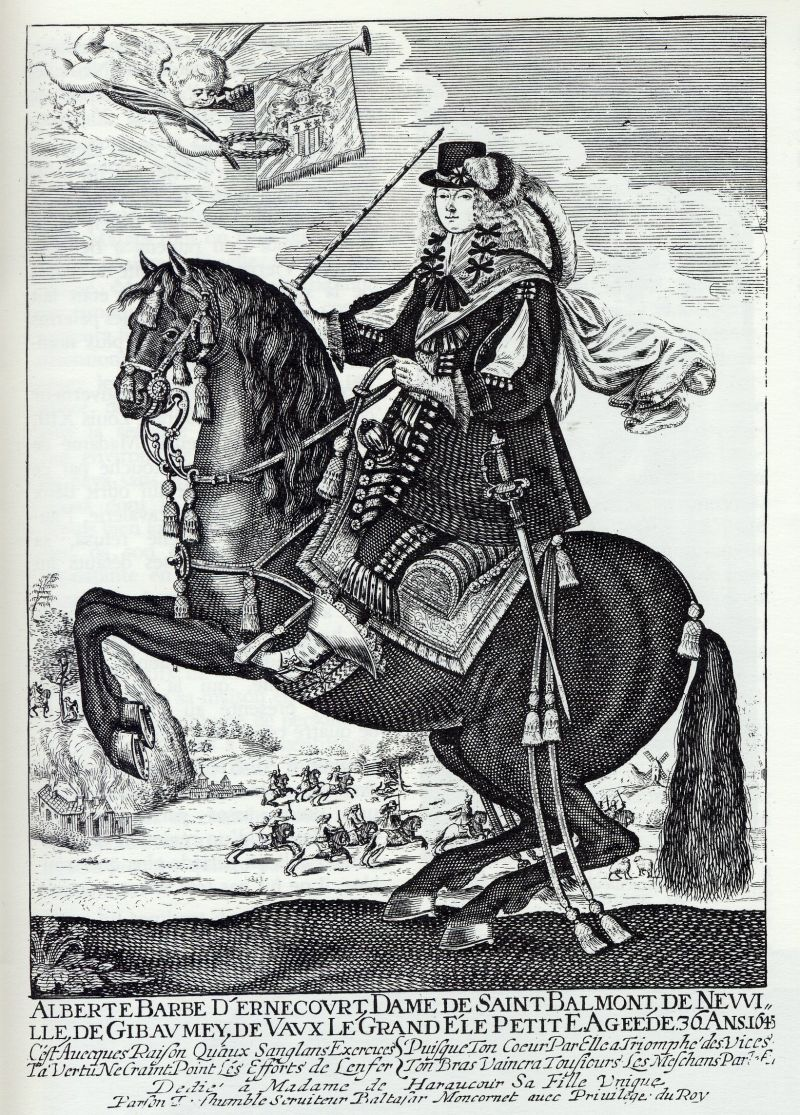
Alberte-Barbe de Saint-Baslemont.

Alberte-Barbe de Saint-Baslemont (* 14. Mai 1606 als Alberte-Barbe d’Ernécourt; † 22. Mai 1660 in Neuville-en-Verdunois) war eine lothringische Adelige, die im Dreißigjährigen Krieg als die christliche Amazone (frz. Amazone chrétienne) bekannt wurde. In deutschen Texten erscheint sie als Barbara von Saint-Baslemont, in französischen Quellen als Madame de Saint-Baslemont oder Madame de Saint-Balmont.

## Leben
Alberte-Barbe d’Ernécourt war die Tochter von Simon d’Ernécourt und Marguerite Housse de Watronville. 16-Jährig wurde sie mit Jean-Jacques de Haraucourt, Seigneur de Saint-Baslemont, verheiratet. Das Paar residierte in Neuville-en-Verdunois.
De Haraucourt kämpfte im Dienst Herzogs Karl IV. von Lothringen. Von ihm erwarb Alberte-Barbe, die eine hervorragende Ausbildung erfahren hatte, die Liebe zu Pferden und Kenntnisse in der Kriegsführung. Als Kommandant in Männerkleidung verteidigte Alberte-Barbe von Saint-Baslemont ihre Ländereien gegen die durch Lothringen ziehenden Truppen und unterstützte das Herzogtum Bar und das Bistum Verdun. Ihr Mut beeindruckte die französischen Offiziere, die sie von Claude Deruet porträtieren ließen.
1644 starb ihr 14-jähriger Sohn an der Pest, und ihr Mann fiel in Deutschland. Ihre Tochter Marie-Claude heiratete 1646 Louis des Armoises, Seigneur von Jaulny und Commercy. Madame de Saint-Baslemont legte Wert auf eine gute Ausbildung ihrer Untertanen. Sie hatte eine umfangreiche Bibliothek und schrieb selbst mehrere meist religiöse Werke.
Unter der Herrschaft des Gouverneurs La Ferté-Sennetaire wurde ihr Besitz beschlagnahmt, und sie ging schließlich, enttäuscht und krank, ins Kloster der Klarissen in Bar-le-Duc. Sie starb am 22. Mai 1660, wieder zurückgekehrt in ihr Haus. Ihr Grabmal befindet sich in der Kirche von Neuville-en-Verdunois.

## Werke
Nur wenige der Werke von Alberte-Barbe de Saint-Baslemont sind erhalten, darunter:
- Les Jumeaux martyrs. Tragödie von Mme de S.-Balmon, Paris, 1650. Eine kommentierte Ausgabe erschien 1995.
- La Fille généreuse. Nicht veröffentlichtes Manuskript. BN Français, 25489.

## Porträts
- Claude Deruet. Madame de Saint-Baslemont (Öl auf Leinwand), 1643. Nancy, Musée des Beaux-Arts.
- Claude Deruet. Madame de Saint-Baslemont (Öl auf Leinwand). Nancy, Musée Lorrain